# NGC 1222
NGC 1222 è una galassia lenticolare (S0^) situata nella costellazione di Eridano alla distanza di oltre 110 milioni di anni luce dalla Terra.
È una galassia starburst che mostra la presenza di tre compatte regioni in vicinanza del nucleo in cui è presente un'intensa attività di formazione stellare. Si ipotizza che il fenomeno sia stato avviato dall'assimilazione di due galassie nane che gravitavano intorno a NGC 1222, rifornendola così di grandi quantità di gas ed innescando un processo di formazione di nuove stelle.

## Gruppo di NGC 1222
NGC 1222 è la più luminosa di un gruppo di galassie composto da almeno sei membri. Le altre galassie del Gruppo di NGC 1222 sono NGC 1248, MCG -1-9-13, MCG -1-9-21, MCG -1-9-24 e MK 604.